# RB Bhe 4/6
Die Bhe 4/6 41–46 sind zweiteilige elektrische Zahnradtriebwagen der Rigi-Bahnen (RB), die mit dem Zahnradsystem Riggenbach ausgestattet sind. Sie wurden 2021 und 2022 in Betrieb genommen, um die Transportkapazität zu erhöhen und den Halbstundentakt einführen zu können.
Gleichzeitig mit der Beschaffung der Triebwagen wurden die Rigi-Bahnen modernisiert. Sie erfüllen seither die Normen für einen hindernisfreien Zugang.

## Mechanischer Teil
Die Doppeltriebwagen verfügen an beiden Fahrzeugenden über ein Triebdrehgestell und sind in der Mitte mit einem nicht angetriebenen Jakobs-Drehgestell verbunden. Die Aluminium-Wagenkästen wurden in einer Kombination von Integral- und Differentialbauweise erstellt. Der Rahmen, der untere Teil der Seitenwände und Teile des Dachs bestehen aus Strangpressprofilen. Der obere Teil der Seitenwände und ein Teil des Dachs bestehen aus Aluminium-Trägern und -Verstrebungen und sind mit Alu-Blechen abgedeckt. Diese Konstruktion erlaubt den Einbau grosser Senkfenster. Die 3000 Millimeter breiten Wagenkästen ermöglichen 150 Sitzplätze in 2+3-Bestuhlung.
Fahrmotor, Triebzahnrad, Bandbremsen und Achse bilden eine Einheit und sind im Drehgestell über Tatzlager befestigt. Da die beiden Strecken der Rigi-Bahnen durchgehend über Zahnstange verfügen, sind die Räder freilaufend, was den Rad- und Schienenverschleiss verringert. Zwei Bandbremsen pro Triebachse werden für das Anhalten aus weniger als 5 km/h und für das Festhalten der Triebwagen benutzt. Zwei nicht regulierbare Bandbremsen dienen als Festhalte- und als Notbremse. Scheiben- oder Klotzbremsen, die auf die Räder wirken, sind nicht vorhanden. Wegen der grossen Steigung wäre ihre Wirkung bescheiden. Beim Jakobs-Drehgestell wurde auf Bremsen und auf eine Primärfederung verzichtet.
Das Jakobs-Drehgestell weicht von der üblichen Bauweise ab. Die beiden Längsträger des Rahmens sind mit einem einzigen Querträger miteinander verbunden. Die Längsträger sind über sehr elastische Gummi-Metall-Elemente an den Querträger gefügt, was eine sehr leichte verwindungsweiche Verbindung ergibt. Trieb- und Jakobs-Drehgestelle verfügen über eine pneumatische Sekundärfederung.

## Elektrischer Teil
Die elektrische Ausrüstung ist im Gegensatz zum mechanischen Teil konventionell. Der grosse Teil der elektrischen Ausrüstung mit den beiden wassergekühlten IGBT-Stromrichter befindet sich auf dem Dach. Der Antrieb der Triebzahnräder in den beiden Enddrehgestellen erfolgt über jeweils zwei Drehstrom-Asynchronmotoren. Als erste Fahrzeuge der Rigi-Bahnen verfügen die Triebzüge über eine Rekuperationsbremse. Falls die Fahrleitung nicht aufnahmefähig ist, wird die Bremsenergie über Bremswiderstände abgeführt.
Die Bremsen erlauben auf der Arth-Rigi-Bahn eine Talfahrt je nach Gefälle mit 20 bis 24,5 km/h und auf der Vitznau-Rigi-Bahn mit 17,5 bis 20 km/h. In Spitzenzeiten können zwei Triebzüge mit Vielfachsteuerung vereint verkehren.

## Design und Innenausstattung

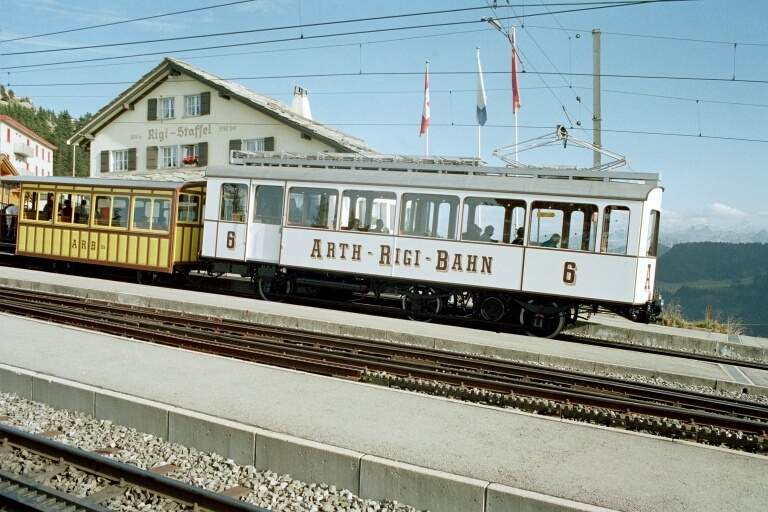
Die Farben weiss, bronze und schwarz der Aussenlackierung wurden vom BCeh 2/3 der Arth-Rigi-Bahn aus dem Jahr 1910 übernommen.

Die Wagenkästen zeichnen sich eine markante, nach oben geneigte Front aus. Die weisse Aussenlackierung mit dem dunklen Fensterband wird an den Türen durch einen bronzefarbenen Streifen unterbrochen. Die an den Seiten bronzene und vorne schwarze Führerkabine lässt die Enden des Triebzuges wie einen nach oben gerichteten Kopf hervorheben.
Um den Fahrgästen die Sicht nach vorne zu ermöglichen, nimmt die Führerkabine im Innern nur die Hälfte der Wagenbreite ein. Neben dem Führerstand wurde ein Apparateschrank als Liege gestaltet, die einem oder zwei Fahrgästen den Blick nach vorne erlaubt. Die Innenverkleidung ist schlicht und hell gehalten und mit einem Holzdekor verziert. Die Sitze sind leicht geneigt, um die starke Steigung etwas zu kompensieren. An den beigefarbenen Rückwänden der Führerkabinen ist jeweils eine stilisierte Darstellung eines historischen Plakats der Rigi-Bahnen gedruckt. Die Gestaltung des Designs erfolgte durch die Firma Milani in Thalwil.

## Namen
Die Bhe 4/6 41–45 tragen Namen prominenter Personen, die im 18. oder 19. Jahrhundert die Schweiz bereisten.
| Nummer | Name                       |
| ------ | -------------------------- |
| 41     | Thomas Cook                |
| 42     | Victor Hugo                |
| 43     | Johann Wolfgang von Goethe |

| Nummer | Name               |
| ------ | ------------------ |
| 44     | Mark Twain         |
| 45     | Queen Victoria     |
| 46     | Rosa Dahinden-Pfyl |